# Ȣ
Ȣ, ȣ (Ou) – litera alfabetu łacińskiego. Oryginalnie ligatura greckich liter ipsylon (ϒ) i omikron (Ο) wykorzystywana w bizantyjskich rękopisach. Współcześnie używana i interpretowana jako ligatura łacińskich liter o i u np. w języku hurońskim lub językach algonkiańskich. Znajduje się na niektórych greckich prawosławnych ikonach. Czasami pojawia się na graffiti i innych nieformalnych lub dekoracyjnych formach pisma.
W Unikodzie litera wyrażana jest kodem U+0222 dla litery wielkiej oraz U+0223 dla litery małej.